# James Cristy
James Cristy (Detroit, Estados Unidos, 22 de enero de 1913-Míchigan, 7 de junio de 1989) fue un nadador estadounidense especializado en pruebas de estilo libre larga distancia, donde consiguió ser campeón olímpico en 1932 en los 1500 metros.

## Carrera deportiva
En los Juegos Olímpicos de Los Ángeles 1932 ganó la medalla de bronce en los 1500 metros con un tiempo de 19:39.5 segundos, tras los nadadores japoneses Kusuo Kitamura (oro con 19:28.2 segundos) y Shozo Makino.